# Alejandro Domínguez (hockeista su pista)
Alejandro Domínguez Izurriaga (Buenos Aires, 14 gennaio 1971) è un ex hockeista su pista e allenatore di hockey su pista argentino.

## Palmarès

### Club

#### Competizioni internazionali
- Coppa CERS/WSE: 1

Reus Deportiu: 2002-2003

### Allenatore

#### Competizioni nazionali
- Campionato spagnolo: 1

Reus Deportiu: 2010-2011

#### Competizioni internazionali
- Supercoppa d'Europa/Coppa Continentale: 1

Reus Deportiu: 2009-2010
- Coppa Intercontinentale: 1

Reus Deportiu: 2010

#### Nazionale
- Campionato europeo femminile: 1

Spagna: Matera 2015